# 松谷貫司
松谷 貫司（まつたに かんじ、1940年 - ）は、日本の実業家。現在、マニー取締役会議長兼代表執行役会長。

## 来歴・人物
- 1940年：東京都出身。小学校入学前に栃木県に疎開
- 1959年：理化学研究所にて実験助手を1年間務める
- 1964年：千葉大学工学部卒業。松谷製作所（現マニー株式会社）入社
- 1969年：同社代表取締役専務
- 1986年：同社代表取締役社長
- 2001年：ジャスダック上場
- 2007年：同社取締役会議長兼代表執行役会長就任
  - 社員10名ほどで外注が多く実質赤字だった会社を父親から継ぎ、「手術針」国内シェア9割達成などと世界的企業へと牽引した[2][3][信頼性要検証]。

## 番組出演
- 日経スペシャル カンブリア宮殿「世界一しか目指さない！奇跡の成長を遂げた栃木の田舎企業」（2010年1月25日、テレビ東京）[3]